# 293型レーダー
293型レーダー（英語: Type 293 radar）は、イギリスで開発されたレーダー。

## 設計
277型レーダーをもとにしており、同機が円形のディッシュ型アンテナを使用していたのに対して、本機では扁平なチーズ型アンテナを採用した。アンテナ自体はAURと呼称され、シークラッター抑制のため、15度の仰角が付されていた。当初は幅4度×高さ35度のファンビームを用いていたが、水平方向のビーム幅は、1945年より配備された293M型では3度、戦後の293Q型では2度となった。同じ捕捉レーダーでも、277型が主として対水上捜索用に用いられたのに対し、本機は主として短距離対空捜索用として用いられた。また本機の対空捜索能力はかなり高く、早期警戒用の291型をも代替可能ともする意見もあった。
本機の特徴が、砲指示装置（Gunnery Direction System, GDS）に組み込まれて運用された点である。原型機（293型レーダー）はTIU-2（Target Indication Unit）の一部として、GDS-2のサブシステムを構成した。また改良型の293Q型レーダーはGDS-2*で用いられた。このTIU（目標捕捉装置）とは、通常の対空捜索レーダーよりも高精度で、追尾レーダーよりも捜索範囲が広い低空警戒・対水上捜索用レーダーによってまず目標を捕捉し、火器管制レーダーに移管することで、射撃指揮を効率化する試みであった。これにより、293型レーダーのPPIスコープ上に、275型や262型といった火器管制レーダーが指向している方向を表す線が表示されるようになった。また当時はレーダーよりも目視による目標捕捉のほうが早いことも多く、その情報を入力することもできた。
しかし、まだTIU 2が開発途上の1943年の段階で、既に本機の走査速度（アンテナ回転数）の遅さが問題として指摘されていた。このことから、1943年10月、より高速で走査できるレーダーの開発が発注された。これによって開発された992型レーダーは1952年に実用化され、本機はこちらに更新されていくことになった。

## 搭載艦艇
イギリス海軍
- デアリング級駆逐艦
- 15型フリゲート（993型レーダーへ後日換装）
- 16型フリゲート
- ホイットビィ級 (12型) フリゲート
- ロスシー級 (12M型) フリゲート（993型レーダーへ後日換装）
- レパード級 (41型) フリゲート（993型レーダーへ後日換装）
- ソールズベリー級 (61型) フリゲート（993型レーダーへ後日換装）

 インド海軍
- 初代タルワー級フリゲート
- 初代ブラマプトラ級フリゲート

 スペイン海軍
- 駆逐艦「オケンド」